# Aragorn
Aragorn karakter J. R. R. Tolkien kitalált Középfölde-világában, az egyik kulcsszereplő a szerző leghíresebb művében, a Gyűrűk Urában és annak filmváltozataiban. II. Aragorn néven az Északi Dúnadánok tizenhatodik vezére, Elendil egyenesági leszármazottja és Isildur örököse, a gondori trón várományosa, majd a Gyűrűháború után az Újraegyesített Királyság (Gondor és Arnor) első nagykirálya.

## Élete
|  | Alább a cselekmény részletei következnek! |

Aragorn Hk. 2931. március 1-jén született II. Arathorn és Gilraen fiaként. Még csak kétéves volt, amikor apja kilovagolt az orkok ellen, és elesett egy ork nyíltól.
Ekkor Aragornt anyja Völgyzugolyba, Elrond házába vitte, hogy ott nevelkedjen, akárcsak Arahael óta minden dúnadán vezér fia. Elrond távoli rokona Isildur örököseinek, hiszen Arnor királyai Elrond ikerbátyjának, a féltündének Elros Tar-Minyaturnak, Númenor első királyának a leszármazottjai.
Ettől fogva Estelnek nevezték, ami sindarin nyelven „Reményt” jelent. Valódi nevét és származását Elrond parancsára még Aragorn előtt is titokban tartották, attól félve, hogy az Ellenség kutat majd Isildur örököse után.
Aragorn húszéves korában Elrond látván, „hogy csinos és nemes, és korán férfivá serdült, habár idővel még ennél is nagyobb lesz testben-lélekben egyaránt”, elmondta neki, hogy ki ő valójában, majd átadta neki nemzetsége kincseit is. Megkapta Barahir gyűrűjét, mely a Númenor királyaival való távoli rokonság jelképe, valamint Elendil törött kardjának, Narsilnak darabjait. Az annúminasi jogart, Andúnie urainak ezüstpálcáját – mely talán a legrégibb emberkéz alkotta mű, ami Középföldén fennmaradt – míg Aragorn ki nem érdemli Elrond magánál tartotta.

Ez idő tájt történt az is, hogy Aragorn találkozott Elrond lányával, Arwen Undómiellel, aki akkor tért vissza édesanyja családjától Lothlórienből, és beleszeretett. Aragornt anyja és maga Elrond is figyelmeztette arra, hogy milyen nagy kincs tetszett meg neki, hiszen Arwen tünde révén elda éltű, Aragorn pedig – bármilyen hatalmas úr is saját népe körében – halandó. Elrond a következőket jövendölte Aragornnak: 
"Nagy sors vár terád: vagy magasabbra emelkedsz minden ősödnél Elendiltől kezdve, vagy pedig sötétségbe zuhansz nemzetséged minden maradékával. A próbatétel hosszú évei állnak előtted. Nem lehet feleséged, és senki lánnyal el nem jegyezheted magad, amíg el nem jön az ideje, és be nem bizonyosodik, hogy méltó vagy rá."
Attól kezdve Aragorn magára vállalta igazi szerepét mint Észak Őreinek, a Dúnadánoknak tizenhatodik vezére; elhagyta Völgyzugolyt, hogy a vadonban megtalálja népének, az arnori dúnadánoknak maradékát. Miközben csaknem három évtizeden át fáradozott a jó ügyért, találkozott Szürke Gandalffal (2956-ban), akitől sok bölcsességet tanult és akiben jó barátra lelt. Gandalf tanácsára kezdték el a kószák (Aragorn és társai) őrizni a hobbitok lakta Megye határait, és talán éppen ezért kezdték az emberek Aragornt Vándornak nevezni.
Sokféle álruhában járt, sok néven szerzett magának hírnevet. Így – a Thorongil (Csillagos Sas) nevet használva – szolgált (2957-től 2980-ig) a rohani Thengel király és II. Ecthelion gondori helytartó hadseregében is. Miután egy kis gondori hajórajjal 2980-ban ostrom alá vette és legyőzte a régóta lázadó Umbar tartományt, távoli vidékekre vitt útja, hogy kifürkéssze Szauron szolgáinak fortélyait és cselszövéseit. Mindeközben felbecsülhetetlen tapasztalatokat szerzett, elsajátította az emberek mesterségeit és tudományát.
Mordor sötét vidékeiről visszatérőben Aragorn bebocsátást nyert Lórienbe, hogy megpihenhessen. Galadriel ezüstbe és fehérbe öltöztette, és akkor „többnek látszott, mint bármiféle ember, és inkább olyan volt, mint a nyugati szigetek egyik tünde-ura”. Így találkozott – meglepetésére – Arwennel, akivel Nyárközép napján hűséget fogadtak egymásnak. Arwen vállalta, hogy elfogadja a halandó létet, nem hajózik népével nyugatra.
Amikor Elrond megtudta Arwen döntését, mélységes szomorúsággal elfogadta azt, de feltételt szabott egybekelésüknek: „kisebb ügyért, mint a Homály legyőzése, Arwen Undómiel nem adhatja élete kiváltságát. Nem lehet kisebb ember asszonya, csak olyané, aki egyaránt királya Gondornak és Arnornak.”
Ezután míg Arwen Völgyzugolyban a reménység jeléül egy királyi zászlót készített neki, amelyen ott ragyogott a gondori Fehér Fa és Elendil Házának hét csillaga is, Aragorn bejárta Mória törpök vájta bányáit és Középfölde legdélebbi vidékét, Harad földjét, ahol még a csillagok is idegenek.
3009-ben Gandalf gyanakodni kezdett Zsákos Bilbó gyűrűjére, melyről később ki is derült, hogy az az Egy Gyűrű, Szauron, a Sötét Úr erejének forrása. Gyűlt a homály a világon, közeledtek az esztendők a Gyűrűháborúhoz, mikor is Aragorn a Gyűrű Szövetségének egyik tagja lett.
Szauron legyőzése után Aragorn elfoglalhatta méltó helyét Isildur örököseként Gondor királyi trónján Elessar Telcontar néven: ő lett Arnor huszonhatodik, Gondor harmincötödik és az Újraegyesített Királyság első királya. Miután Elrond átadta neki Anúminas jogarát, áldását adta Arwennel kötendő házasságukra is. Így egyesült újra a féltündék két ága, és ez lett az utolsó házasság, ami halandó és halhatatlan között köttetett.
Uralkodását nyugalom és jólét, az emberek, törpök és tündék közti együttműködés és kommunikáció megújulása, és a háború utáni lendületes újjáépítési törekvés jellemezte. 
Aragorn a Keletlakók és a haradiak ellen is bevetette az Újraegyesített Királyság haderejét, és nagyobb terület felett szilárdította meg hatalmát, mint amit Gondor az előző évszázadokban elvesztett.
Elessar király és Arwen királyné százhúsz évig uralkodtak középfölde emberei fölött. Aragornnak megadatott, hogy megválassza távozása időpontját: Nk. 120-ban átadta koronáját fiának, Eldarionnak, és minden idők egyik legtekintélyesebb halandó uralkodójaként szenderült örök álomra a Királyok Házában. Arwen, aki ettől fogva már nem tudta élvezni az életet, elment Lórien kihalt földjére, és Cerin Amroth dombján halt meg.

## Megjelenése, jelleme

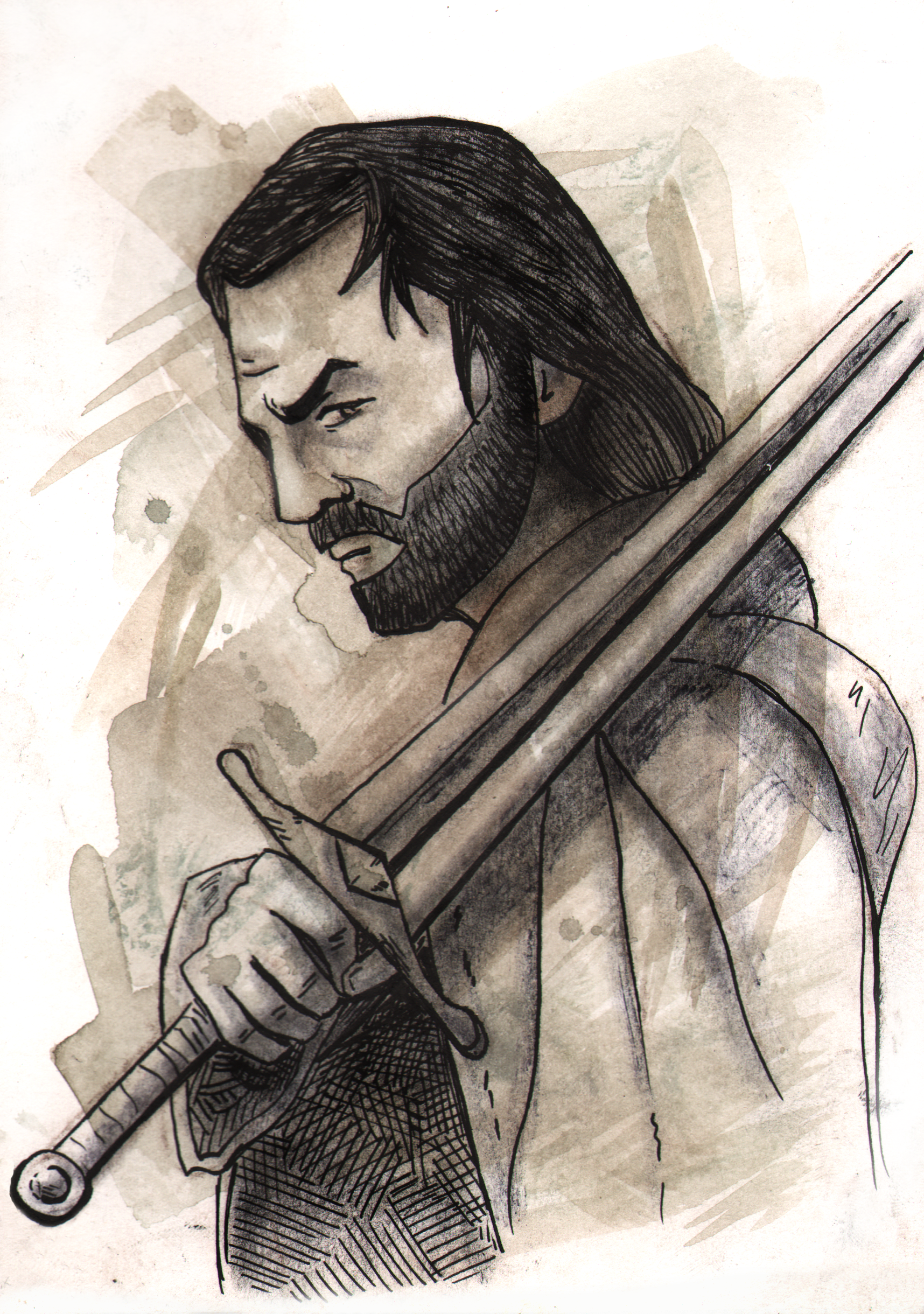
Fantáziarajz

„Arathorn fia Aragorn volt ő, a harminckilencedik Isildur egyenes ági leszármazottainak sorában, ám jobban hasonlított Elendilre, mint bárki előtte.”
Tolkien A gyűrű szövetségében rövid, de részletes leírást ad róla: sovány és magas (6,5 láb, azaz 198 cm), 
„torzonborz fekete hajában ősz szálak látszottak, az arca sápadt és kemény, szürke szeme éberen villogott” .
Fiatal korában még a tündék is csinosnak mondták, vándorlásai nyomán azonban zord lett a külseje: arca szomorú volt és komoly, hacsak éppen nem mosolygott. Az emberek tiszteletre méltónak találták, mert tünde bölcsesség lakozott benne, „a szemében pedig olyan fény, amit kevesen bírtak elviselni, ha kigyúlt”.
Aragorn rendelkezett a dúnadánok jövőbe látásával, gyakorlott gyógyító volt, nagyon jól ismerte a gyógyfüvek erejét. Feljegyezték, hogy nagy harcos és páratlan parancsnok, Isildur leszármazottjaként lenyűgöző fizikai és mentális erővel bírt. Szauron akarata ellenére is szabadon használhatta Orthanc tornyának palantírját, a látókövet, melynek mint Elendil leszármazottja, ő volt valódi tulajdonosa.
Bár Aragorn sosem vonta kétségbe szerepét és a neki szánt sorsot a Szauron elleni háború egyik vezetőjeként, és a majdani Újraegyesített Királyság jövőbeli királyaként, de gyakran kételkedett döntései bölcsességében, amikor Gandalf elvesztése után ő lett a Gyűrű Szövetségének vezetője, és magát okolta sok utóbb őket ért csapás miatt.
Büszke volt származására és családi örökségére, de ritkán kellett mindezeket kinyilatkoztatnia ahhoz, hogy mások megbecsülését kivívja, „Aragorn Elessarban a régi idők királyainak méltósága támadt fel újra”.

## Nevei és címei
Születési neve II. Aragorn, melyet Aravir fia, I. Aragorn nevű ősére emlékezve kapott.
Völgyzugolyban Dúnadánnak hívták, ami azt jelenti Nyugathon embere, númenori. 
Papsajt Ászok Vándor néven mutatta be Frodónak Bríben, Éomer pedig Szárnyaslábúnak szólította, amikor megtudta, hogy a Pippint és Trufát elrabló orkokat üldözve 45 mérföldet is megtettek naponta. 
Ifjú korában Estelnek (Reménynek) szólították Elrond házában, hogy elfedjék igazi származását, majd vándorlásai alatt a Thorongil (Csillagos Sas) álnevet használta.

Ahogy Faramir mondta a koronázás előtt: 
„Ő itt Arathorn fia Aragorn, az arnori dúnadánok törzsének feje, Nyugat Seregének kapitánya, Észak Csillagának viselője, az Újrakovácsolt Kard birtokosa, csatában győzedelmes, a keze gyógyító kéz, ő a Tündekő, a Númenorból való Elendil fia, Isildur utódának, Valandilnak házából való Elessar.” 
Megalapította az új urlakodódinasztiát, a Telcontar-házat, ő lett az Újraegyesített Királyság első nagykirálya és felvette az Elessar Telcontar uralkodói nevet, ami quenya nyelven azt jelenti, hogy Tündekő Vándor.

## Adaptációk

### Film
- 1978. A Gyűrűk Ura rajzfilm Ralph Bakshi rendezésében, Aragorn hangja: John Hurt. Bakshi Aragornja eltérően az többi későbbi ábrázolástól, nem viselt szakállt, és néhány néző és kritikus úgy vélte, hogy talán emiatt külseje nagyon hasonlít az amerikai őslakos indiánokra. (Valójában található Tolkien A Gyűrű keresése (Unfinished Tales) című könyvében olyan utalás, hogy – tünde őseinek hála – Aragorn nem kívánt szakállt viselni. Mindamellett máshol Tolkien azt írta, hogy a tündék igenis viseltek szakállt, mint például A Gyűrűk Urában maga Círdan is.)
- 1980. A király visszatér animációs tévéfilm változata Jules Bass és Arthur Rankin rendezésében, Aragorn hangja: Theodore Bikel. A szereplő először a Pelennor mezei csatában jelenik meg, a Dél-Gondorból érkező erősítés vezetőjeként.
- 2001. A Gyűrűk Ura mozi trilógia Peter Jackson rendezésében, Aragorn szerepében a dán-amerikai származású Viggo Mortensennel, aki a próbák megkezdése után néhány hónappal Stuart Townsendtől vette át a szereplőt, magyar hangja Selmeczi Roland volt. (A szerepet Daniel Day-Lewisnak is felajánlották, ám ő visszautasította.)

### Színház
- 1999. A chicagói Lifeline Theatre-ben Robert McLean játszotta Aragorn szerepét A Két Torony című előadásban.
- 2003. Az Amerikai Egyesült Államokban, Clear Stage Cincinnati színpadán A király visszatér főszerepében Evan Buliung játszott.
- 2006. A kanadai Torontóban a három órás A Gyűrűk Ura című színpadi produkcióban Evan Buliung játszotta Aragorn szerepét.

### Rádió
- 1981. A BBC Rádió A Gyűrűk Ura című hangjáték sorozatában Robert Stephens (1931–1995) angol klasszikus színész kölcsönözte Aragorn hangját.